# Жорницкий, Ефим Львович
Ефим Львович Жорницкий (при рождении Ушер Лейбович-Ихилевич Жорницкий; 1899—1961) — советский промышленный деятель, строитель, член-корреспондент Академии архитектуры и строительства СССР (упразднена в 1964 году).

## Биография
Родился 27 ноября (по старому стилю) 1899 года в Одессе в еврейской семье (родители — илинецкий мещанин Лейб-Ихиль-Юда Ушер-Зейликович Жорницкий и Нехама Жорницкая). 
С 1917 года работал слесарем на заводах Одессы и Екатеринослава. В годы Гражданской войны в России, в 1918 году, добровольно стал бойцом в партизанском отряде. С 1922 по 1930 год работал электромонтёром и служащим в Одессе и Каменец-Подольске.
Окончил Военно-инженерную академию РККА им. Куйбышева (ныне Военный институт (инженерных войск) Общевойсковой академии Вооружённых Сил Российской Федерации). С 1937 года работал главным инженером по строительству Ленской авиагруппы Полярной авиации Главного управления Северного морского пути (ГУСМП). В 1938 году стал начальником строительной конторы треста «Якутстрой» ГУСМП. С 1941 года — управляющий трестом «Якутстрой».
В годы Великой Отечественной войны некоторое время находился на фронте в качестве вольнонаёмного инженера-строителя, инженер-капитан. Затем трудился в тылу.
В 1957 году Е. Л. Жорницкий первым возглавил Якутскую комплексную научно-исследовательскую станцию (ЯКНИИС) от Московского НИИ, оснований в этом же году.
Занимался общественной деятельностью — избирался депутатом Верховного Совета Якутской АССР от Кутузовского избирательного округа города Якутска.
Умер в 1961 году в Якутске.
С 1944 года был женат на актрисе Марии Яковлевне Ицкинзон (1921, Екатеринослав — 1995), первой из якутских артистов балета получившей звание Заслуженной артистки Якутской АССР, исследовательнице якутского народного танца.

## Заслуги
- Награждён двумя орденами Трудового Красного Знамени (03.05.1940, «за выдающиеся заслуги в деле освоения Северного Морского Пути и районов Крайнего Севера, а также за образцовую и самоотверженную работу в период арктических навигаций 1938 и 1939 годов»; …), орденами Красной Звезды и «Знак Почёта», а также медалями, среди которых «За доблестный труд в Великой Отечественной войне 1941—1945 гг.» и «За победу над Германией в Великой Отечественной войне 1941—1945 гг.».

## Память
- Именем Жорницкого названа одна из улиц Якутска[8].
- В 2014 году по инициативе и при непосредственном участии ветерана строительного комплекса Якутии Александра Вадимовича Савина была учреждена ведомственная ежегодная премия имени Е. Л. Жорницкого (в четырёх номинациях), которая вручается номинантам по решению Комиссии Минстроя РС(Я) в День строителя[9].